# Marc-Antoine Laugier

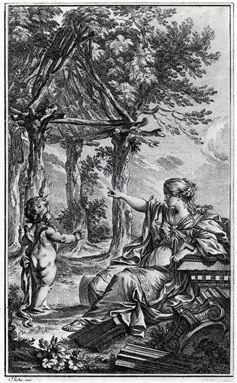
Frontispiz der 2. Auflage von Laugiers Essai sur l'architecture (1755). Allegorische Darstellung der Vitruvianischen Urhütte von Charles Eisen (1720–1778).

Marc-Antoine Laugier SJ (* 26. September 1713 in Manosque, Provence; † 7. April 1769 in Paris) war ein Priester, Literat, Historiker und Architekturtheoretiker.

## Leben
Mit 14 Jahren trat er auf Antrieb der Eltern in den Jesuitenkolleg zu Avignon ein. In den folgenden Jahren studierte er Theologie in Lyon, Besançon, Marseille, Nîmes und Arles. Am 2. Februar legte er in Paris das Ordensgelübde ab und wirkte zunächst in der Kirche St-Sulpice de Paris. Kurze Zeit später wurde er Hofkaplan in Paris. 1754 hielt er vor dem König und dem Hofstaat zu Versailles während der Fastenzeit eine Predigt. Diese wurde zum öffentlichen Skandal. Laugier kritisierte den königlichen Hof aufgrund seiner Vergnügungssucht, Verschwendung in der Monarchie und wegen des moralischen Lebenswandels des Adels. Auch kritisierte er die politischen Verhältnisse seiner Zeit heftig. Nach seiner letzten Predigt am Ostersonntag 1754 ist Laugier von seinem Superior in die Provinz nach Lyon zurückgerufen worden. Dort musste er sich Disziplinarmaßnahmen stellen. Im Jahre 1756 wechselte er zum Orden der Benediktiner. Aufgrund seiner Vorgeschichte wurde Laugier von den diözesen Pflichten entbunden und widmete sich der Kunst, Architektur und Musik. In den Folgejahren verfasste er verschiedene theoretische Schriften zur Architektur und Kunst. Am 7. April 1769 starb Laugier nach kurzer Krankheit in Paris.

## Architekturtheorie
Laugiers Essai sur l’architecture (zuerst 1753 anonym veröffentlicht, 1755 unter dem Namen des Autors), war einer der meistgelesenen und durch Übersetzungen meistverbreiteten Traktate des 18. Jahrhunderts. Er wendete sich nicht nur an das Fachpublikum, sondern auch an Kunstliebhaber und Laien. Laugier wollte die Architektur auf eine natürliche und vernünftige Basis stellen. Grundlegend ist für ihn das Modell der bereits bei Vitruv beschriebenen Urhütte: vier an den Ecken eines vorgestellten Grundrissquadrates angeordnete Baumstämme, die durch vier Rundhölzer verbunden sind und eine Art Satteldach aus gegeneinander gestellten Ästen tragen. In den Steinbau übersetzt, sind dies die Elemente des antiken Tempels mit seinen Säulenstellungen und dem Horizontalgebälk. Allein diese nach seiner Auffassung wesentlichen Elemente bewirken nach Laugier die Schönheit eines Gebäudes. Wände oder Gewölbe hingegen sind nur bedürfnisbestimmt, da Menschen nicht in offenen Säulenhallen leben können. Überflüssiger Zierrat ist wegzulassen. Laugiers Theorie hat die Vorliebe für die Säule und die Kolonnade in der Architektur des Klassizismus gefördert. Laugier propagiert die Verwendung „reiner“ Formen und wendet sich gegen die Formverschleifungen des Barock und des Rokoko. Die damals neu errichtete Kirche Sainte-Geneviève, heute das Panthéon (Paris) entsprach weitgehend Laugiers Vorstellungen.
Zukunftsweisend ist die Vorstellung Laugiers, nach der alle Arten von Gebäuden durch das Hinter-, Neben- und Übereinanderstellen von identischen Viersäulen-Einheiten nach Art der Urhütte entworfen werden können. Laugier propagiert eine serielle Architektur aus immer gleichen Einheiten, wie sie erst im 19. Jahrhundert und in der Moderne realisiert wurde.
Für den Kirchenbau fordert Laugier die Verbindung der Kolonnade als Stützensystem nach Art antiker Tempel mit der Schwerelosigkeit und konstruktiven Kühnheit gotischer Gewölbe. Die Architektur der Gotik bewertet er positiv, nur ihre Schmuckformen lehnt er als barbarisch ab.
Noch weiter in der Wertschätzung der Gotik gehen die Observations sur l’architecture (1765). Laugier kann sich nun Innenräume von Kirchen in direkter Anlehnung an die Gotik vorstellen, wenngleich die Einzelformen im Sinne des Klassizismus zu verbessern sind. In Deutschland haben Laugiers Vorstellungen besonders den Architekten Johann Carl Friedrich Dauthe bei der Neugestaltung des Inneren der Leipziger Nikolaikirche gegen Ende des 18. Jahrhunderts beeinflusst.

## Werke
- Essai sur l’architecture. zuerst anonym veröffentlicht Paris 1753 (Digitalisat bei Gallica); unter seinem Namen erneut 1755 (doi:10.3931/e-rara-128). 
  - Englisch: An Essay on Architecture. In which its true principles are explained (…). London 1755 (Digitalisat im Internet Archive).
  - Deutsch: Versuch über die Bau-Kunst. Aus dem Französischen übersetzet von David Andreas Schneller. Frankfurt 1756 (Digitalisat der Bayerischen Staatsbibliothek).
  - Des P. Laugier eines Jesuiten Versuch in der Bau-Kunst. Leipzig, Frankfurt (Digitalisat in der SLUB; geschrieben von 1758 bis 1768 in Paris).
  - Aktuelle deutsche Ausgabe: Das Manifest des Klassizismus. Artemis, Zürich 1989, ISBN 3-7608-8124-6.
- Jugement d’un amateur sur l’exposition des tableaux (Lettre à M. le marquis de V***). Paris 1753 (Digitalisat von Gallica).
- Observations sur l’architecture. Paris 1765.
- Histoire des negociations pour la paix conclue à Belgrade, le 18. Septembre 1739 entre l’Empereur, la Russie et la Porte Ottomane, par la médiation, et sous la garantie de la France (Buchartikel), veröffentlicht in Bde. II. Paris 1768